# Friedrich Stephan Hülbig
Friedrich Stephan Hülbig (* 22. Februar 1866 in Maroldsweisach (Landkreis Haßberge, Bayern); † 27. September 1934 in Rotenburg an der Fulda) war ein deutscher Landwirt und Abgeordneter des Provinziallandtages der preußischen Provinz Hessen-Nassau.

## Leben
Friedrich Stephan Hülbig war der Sohn des Mühlenbesitzers und Landwirts  Michael Hülbig und dessen Ehefrau Maria Neumann. Er war Landwirt und Ökonomieverwalter in Rotenburg, als er 1921 in seiner Eigenschaft als Mitglied der Hessischen Arbeitsgemeinschaft ein Mandat für den Kurhessischen Kommunallandtag des Regierungsbezirks Kassel erhielt. Dieser wählte ihn aus seiner Mitte zum Abgeordneten des Provinziallandtages der Provinz Hessen-Nassau. Hülbig blieb bis zum Jahre 1925 in den Parlamenten.